# جوزپه تارتینی

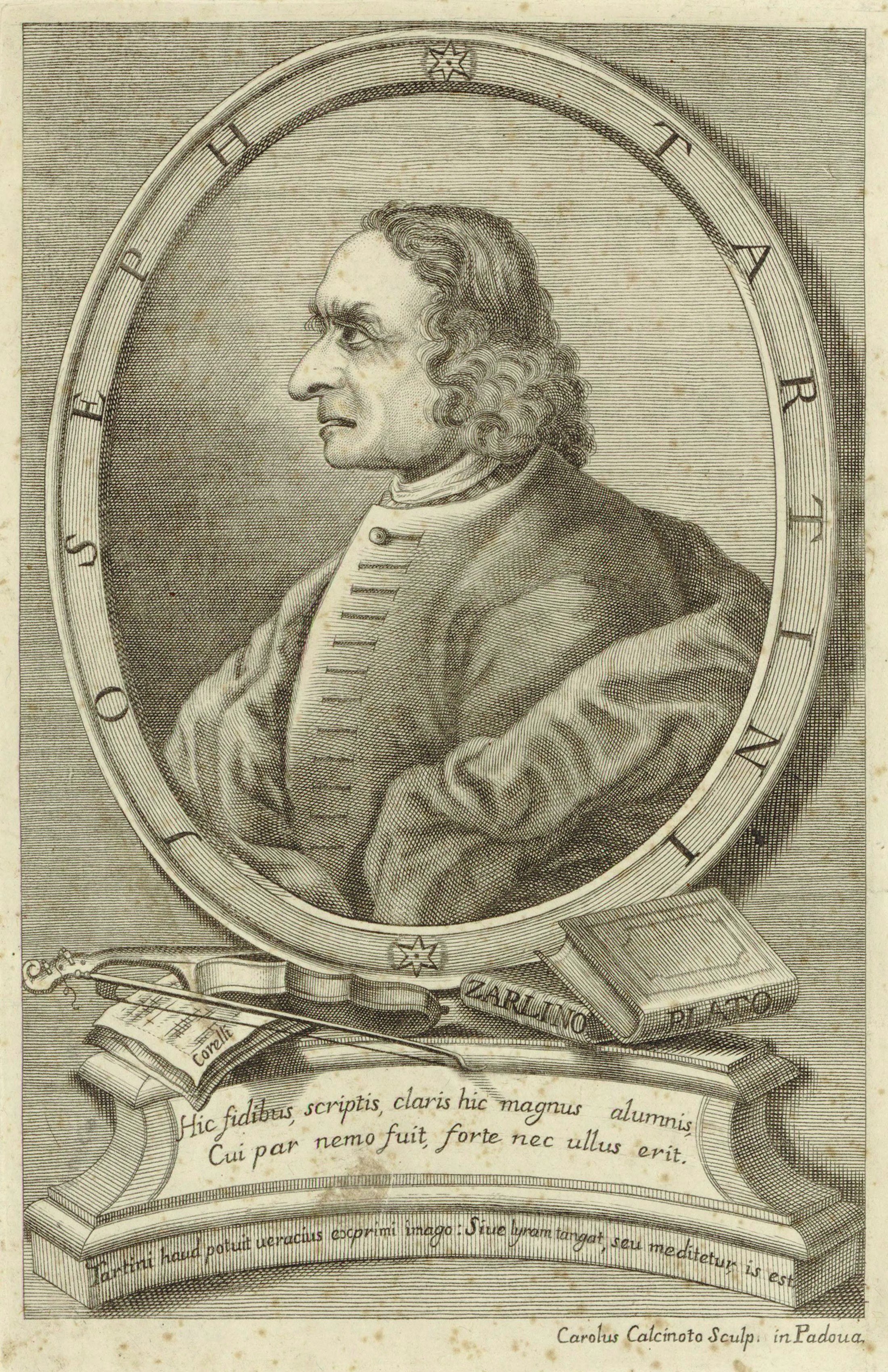
جوزپه تارتینی.

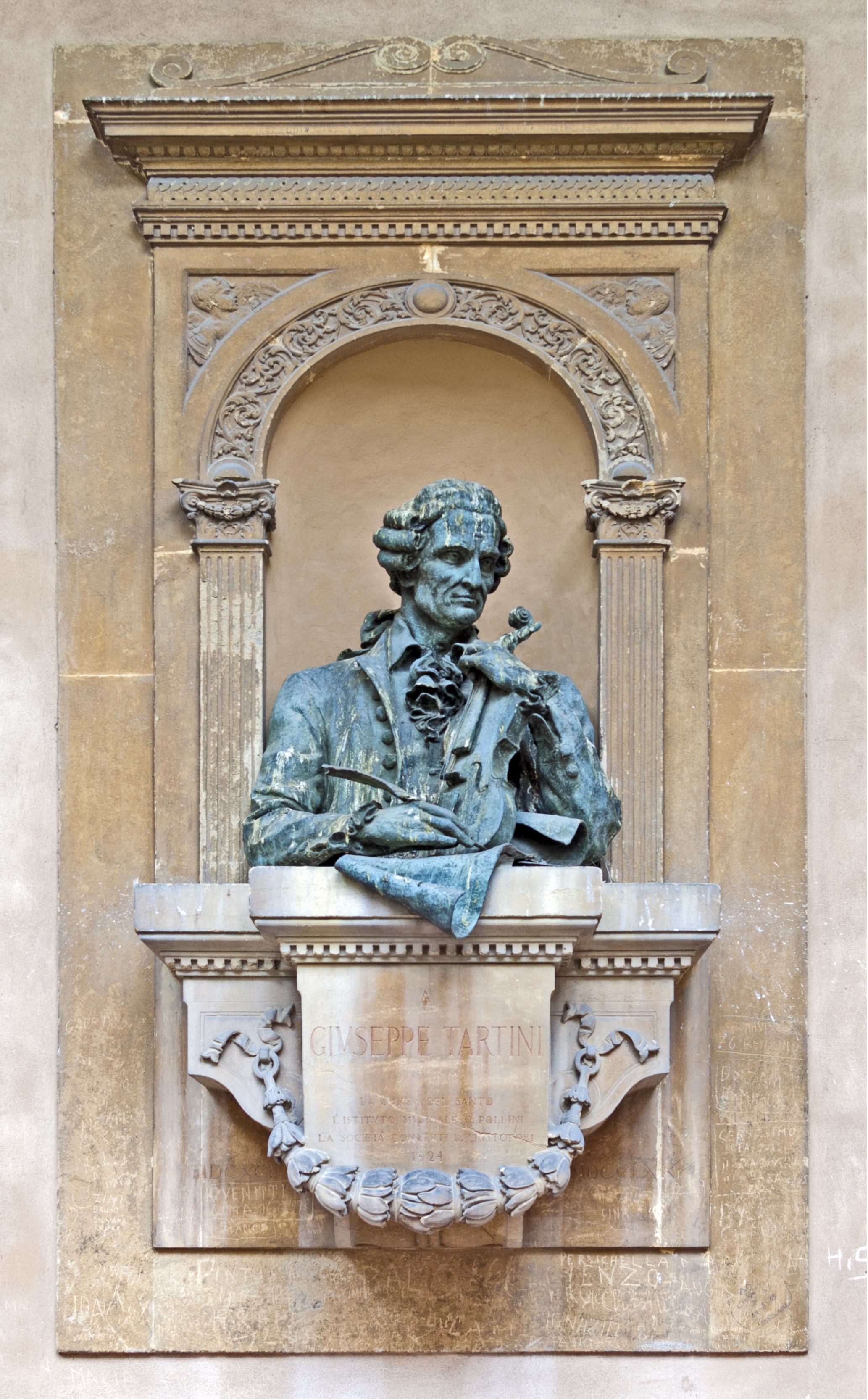
بنای یادبود در کلیسای پادوا.

جوزپه تارتینی (به ایتالیایی: Giuseppe Tartini)‏ (۸ آوریل ۱۶۹۲–۲۶ فوریه ۱۷۷۰) آهنگساز دوره باروک و نوازنده ویولن و یکی از برجسته‌ترین مکتب‌آفرینان نوازندگی ویولن در ایتالیا بود.
جوزپه تارتینی برخلاف رسم زمانه‌اش تقریباً تنها برای ویولن آهنگ ساخت و کنسرتو و سونات نوشت (ازجمله سونات معروف تحریر شیطان) و همه درخواست‌های اپرا ساختن را رد کرد. موسیقی‌اش ابتدا تحت تأثیر کورلی بود. عارف‌مشرب بود و دربارهٔ پیوند موسیقی با عواطف نظر می‌داد. در نوازندگی ویولن به شهرت بین‌المللی رسید. او در دیری پنهان شد و با سه سال تمرین تکنیک خود را صیقل داد و سپس مکتب ویولن بسیار معتبری پدید آورد. وی نوازندگی مراسم تاجگذاری سال ۱۷۲۳ در پراگ را بر عهده داشت.

## زندگی
تارتینی در شهر پیران در شبه‌جزیره ایستریا که هم‌اینک بخشی از اسلوونی است به دنیا آمد. پیران در آن زمان جزئی از جمهوری ونیز به‌شمار می‌آمد. پدر او اهل فلورانس ایتالیا و مادر او از خانواده‌های اشرافی پیرانی بود.
پدر و مادر او می‌خواستند که او عضوی از فرقه فرانسیسکن شود.